# 42-й отдельный лыжный батальон
42-й отдельный лыжный батальон — воинская часть вооружённых сил СССР в Великой Отечественной войне.

## История
Батальон формировался с ноября 1941 года в Челябинске.
В действующей армии с 25 декабря 1941 по 14 март 1942 года.
В декабре 1942 года направлен на Волховский фронт. Принимал участие в Любанской операции.
С 18 февраля 1942 года придан вместе с 39-м отдельным лыжным батальоном введённой в прорыв 80-й кавалерийской дивизии и вместе с ней через Озерье вышел к деревне Красной Горке на подступах к Любани. Батальоны получили задание оседлать дорогу Сустье — Понянка — Верховье в 5 километрах восточнее Глубочки. 25 февраля 1942 года кавдивизия сумела прорвать оборону противника у Красной Горки и продвинуться в направлении Любани. Лыжные батальоны вместе с одним из батальонов 22-й стрелковой бригады остались на прикрытии места прорыва обороны, на его левом фланге. Войска противника 27-28 февраля 1942 года нанесли удар, который батальоны не смогли сдержать, в результате чего кавалерийская дивизия и 1100-й стрелковый полк 327-я стрелковая дивизия оказались отрезанными от своих.
27 февраля 1942 года батальон выдержал тяжёлый бой, потеряв более ста человек, и к концу дня в батальоне оставалось из всего личного состава 33 человека, из них 9 человек обмороженных и только один офицер. Остатки батальона продолжали вести бои под Красной Горкой и полностью уничтожены в течение марта 1942 года.
14 марта 1942 года батальон был расформирован.

## Подчинение
| Дата            | Фронт (округ)    | Армия             | Корпус | Примечания |
| --------------- | ---------------- | ----------------- | ------ | ---------- |
| 01.01.1942 года | Волховский фронт | 2-я ударная армия | -      | -          |
| 01.02.1942 года | Волховский фронт | 2-я ударная армия | -      | -          |
| 01.03.1942 года | Волховский фронт | 2-я ударная армия | -      | -          |